# Arne Dahl
Pour les articles homonymes, voir Dahl.
Œuvres principales
- Série A-gruppen
- Série Opcop

Arne Dahl, pseudonyme de Jan Arnald, né le 11 janvier 1963 à Sollentuna dans le comté de Stockholm en Suède, est un journaliste, critique littéraire, scénariste et romancier suédois. Principalement connu pour ses romans policiers écrits sous son nom de plume, ses livres sont traduits en plusieurs langues et connaissent une popularité qui dépasse les frontières de la Suède.

## Biographie
Après ses études, Arne Dahl débute comme critique littéraire et journaliste.
Il entame en 1999 une série policière sous le pseudonyme d'Arne Dahl qui est consacrée aux aventures de l'équipe A, un groupe de six policiers hautement qualifiés exerçant sous la responsabilité du commissaire Hutlin dans le Stockholm des années 1990.
À la suite du succès de cette série, ces romans sont traduits en de nombreuses langues. Les cinq premiers volumes sont également adaptés pour la télévision suédoise sous le format mini-série en 2011 et 2012.
Il invente en 2011 une seconde série consacrée à l'équipe Opcop, un projet secret relatif à Interpol. Il reprend notamment certains membres de sa première série dans cette seconde. Il reçoit le prix du meilleur roman policier suédois pour le premier volume, Viskleken, traduit par l'éditeur Actes Sud dans sa collection Actes noirs sous le titre Message personnel en 2014.
Il travaille actuellement à l'Académie suédoise et comme journaliste pour le Dagens Nyheter.

## Œuvres

### Sous le nom de plume d'Arne Dahl

#### SérieA-gruppen
1. Misterioso, Seuil, coll. « Policiers », 2008 ((sv) Misterioso, 1999), trad. Rémi Cassaigne  (ISBN 978-2-02-092763-5)Réédition Points, coll. « Policier » no P2116, 2009 (ISBN 978-2-7578-1305-8)
2. Qui sème le sang, Seuil, coll. « Policiers », 2009 ((sv) Ont blod, 1998), trad. Rémi Cassaigne  (ISBN 978-2-02-092764-2)
3. Jusqu'au sommet de la montagne, Seuil, coll. « Policiers », 2011 ((sv) Upp till toppen av berget, 2000), trad. Rémi Cassaigne  (ISBN 978-2-02-092765-9)
4. Europa Blues, Seuil, coll. « Policiers », 2012 ((sv) Europa Blues, 2001), trad. Rémi Cassaigne  (ISBN 978-2-02-092766-6)
5. (sv) De största vatten, 2002
6. (sv) En midsommarnattsdröm, 2003
7. (sv) Dödsmässa, 2004
8. (sv) Mörkertal, 2005
9. (sv) Efterskalv, 2006
10. (sv) Himmelsöga, 2007
11. (sv) Elva, 2008

#### SérieOpcop
1. Message personnel, Actes Sud, coll. « Actes noirs », 2014 ((sv) Viskleken, 2011), trad. Rémi Cassaigne  (ISBN 978-2-330-03694-2)Réédition Actes Sud, coll. « Babel noir » no 168, 2016 (ISBN 978-2-330-07049-6)
2. Prenons la place des morts, Actes Sud, coll. « Actes noirs », 2017 ((sv) Hela havet stormar, 2012), trad. Rémi Cassaigne  (ISBN 978-2-330-07542-2)Réédition Actes Sud, coll. « Babel noir » no 227, 2019 (ISBN 978-2-330-12028-3)
3. Jeu du loup, Actes Sud, coll. « Actes noirs », 2019 ((sv) Blindbock, 2013), trad. Rémi Cassaigne  (ISBN 978-2-330-12178-5)Réédition Actes Sud, coll. « Babel noir » no 260, 2021 (ISBN 978-2-330-15705-0)
4. Le Dernier Couple qui sort, Actes Sud, coll. « Actes noirs », 2021 ((sv) Sista paret ut, 2014), trad. Rémi Cassaigne  (ISBN 978-2-330-15607-7)

### Sous le nom de Jan Arnald

#### Romans
- (sv) Chiosmassakern, 1990
- (sv) Barbarer, 2001
- (sv) Maria och Artur, 2006
- (sv) Intimus, 2010

#### Autres textes
- (sv) Nalkanden, 1992, recueil de poésie
- (sv) Genrernas tyranni, 1995, thèse de doctorat
- (sv) 3 variationer, 1996, poésie
- (sv) Klä i ord, 1997, nouvelles

## Filmographie

### Comme auteur adapté
- 2011 : Misterioso d'Harald Hamrell
- 2012 : Ont blod de Mani Masserat
- 2012 : Upp till toppen av berget de Jörgen Bergmark
- 2012 : Europa Blues
- 2012 : De största vatten de Tova Magnusson-Norling

### Comme scénariste
- 2008 : Oskyldigt dömd (série télévisée)

## Prix et distinctions notables
- Prix Palle-Rosenkrantz 2004 pour Europa Blues.
- Prix du meilleur roman policier suédois 2011 pour Viskleken.
- Nomination au prix du meilleur roman policier suédois 2013 pour Blindbock.